# Kościół Mariacki w Greifswaldzie
Kościół Mariacki w Greifswaldzie (niem. St.-Marien-Kirche (Greifswald); zwany potocznie, z powodu swej przysadzistej sylwetki, Grubą Marią (Dicke Marie)) – kościół ewangelicko-augsburski, położony w centrum Greifswaldu przy  Marienkirchplatz. Nosi wezwanie Najświętszej Maryi Panny.
Kościół Mariacki został wzniesiony w II poł. XIII w. Jest najstarszym spośród trzech głównych, średniowiecznych kościołów parafialnych Greifswaldu obok katedry św. Mikołaja i kościoła św. Jakuba. Został wzniesiony w stylu północnoniemieckiego gotyku ceglanego jako trzynawowy kościół halowy pozbawiony prezbiterium. Ukończony ok. 1350 wraz z wybudowaniem misternie dekorowanego szczytu wschodniego.
Kościół Mariacki jest kościołem parafialnym Pomorskiego Kościoła Ewangelickiego w Greifswaldzie.

## Historia i architektura

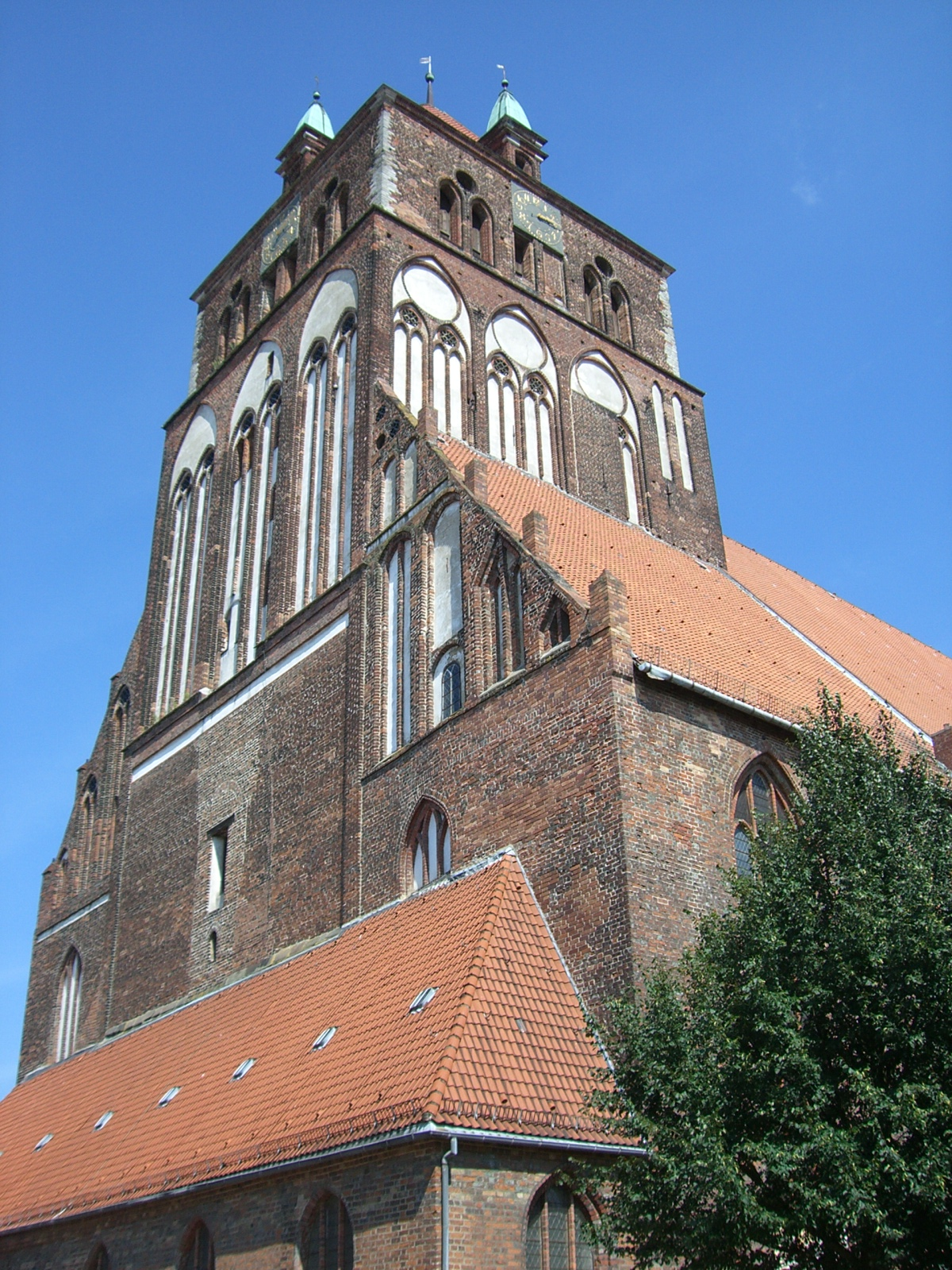
Masywna, dekorowana blendami wieża kościoła Mariackiego. W dolnej części widoczny dobudowany przedsionek

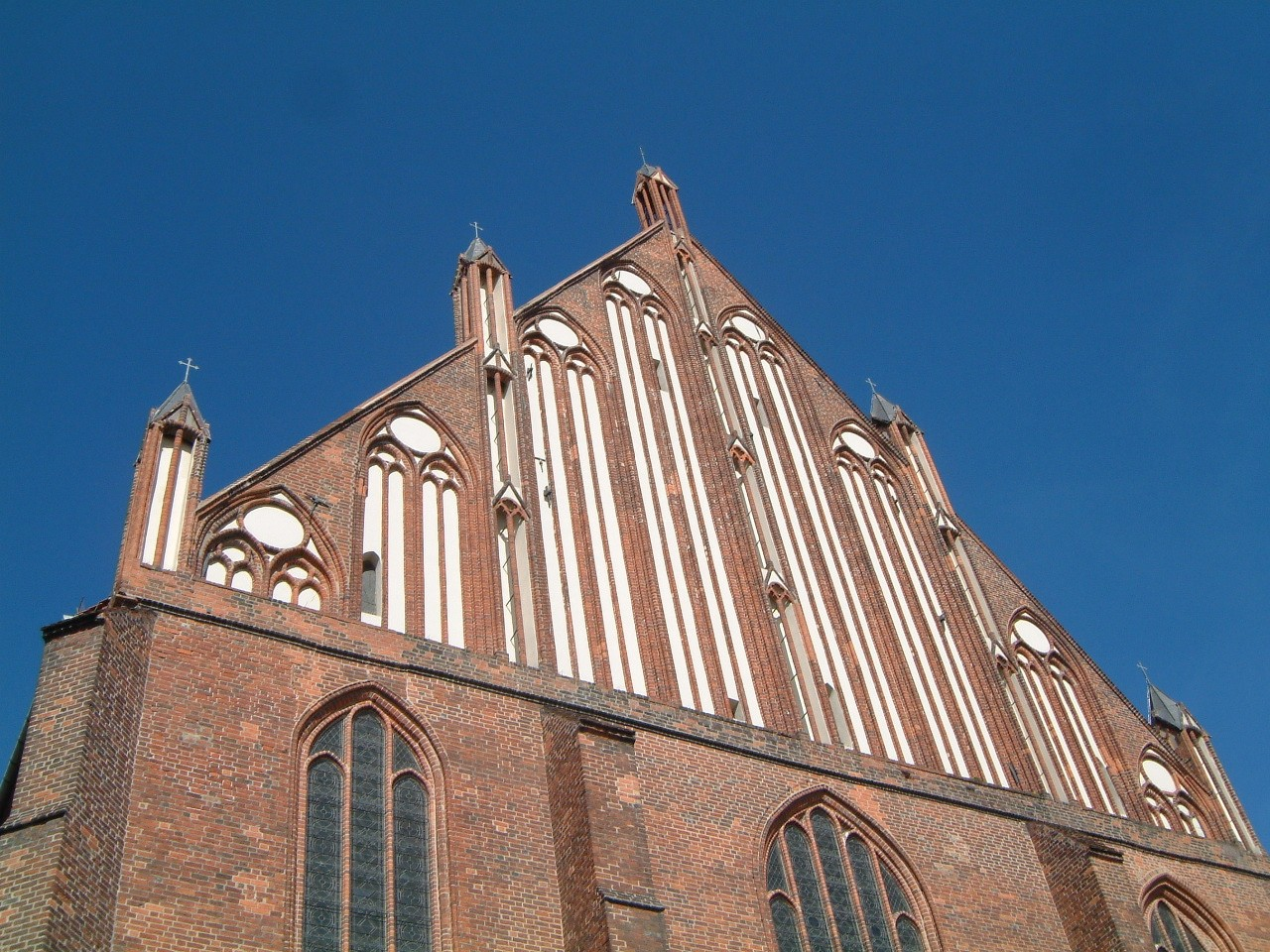
Wschodnia fasada kościoła

Nie jest znany dokładny rok rozpoczęcia budowy kościoła Mariackiego, przypuszcza się, iż początek budowy świątyni w formie bazyliki miał miejsce po 1260. W 1275 zmieniono plan budowlany na założenie halowe, trzynawowe, bez prezbiterium. W 1280 budowla została ukończona od strony zachodniej; budowa samego korpusu świątyni prawdopodobnie przeciągnęła się do I poł. XIV w.
Ok. 1400 do południowej nawy kościoła dobudowano kaplicę św. Anny; jest ona pod tą nazwą wymieniona po raz pierwszy w 1492 w testamencie Kathariny Rubenow. Obecnie kaplica jest wykorzystywana jako sala koncertowa i jako tzw. kościół zimowy.
Od wschodu kaplica zamknięta jest dwiema przylegającymi do siebie, poligonalnymi absydami, w których mieszczą się dwa skromne ołtarze. Pod tym względem jest to wyjątkowa kaplica w całym basenie Morza Bałtyckiego.
Kościół Mariacki jest budowlą ceglaną, długą na 67 m, z trzykondygnacyjną wieżą, przykrytą niewysokim dachem namiotowym. Zamknięcie budowli od wschodu ma formę prostej ściany zwieńczonej dekoracyjnym, sterczynowym szczytem. Szczyt ten, w formie trójkąta, wypełniony jest wąskimi, ostrołukowymi blendami z dekoracją maswerkową, przedzielonych smukłymi pilastrami stanowi udany przykład północnoniemieckiej sztuki dekoracyjnej.
Przyziemie wieży, przysłonięte obecnie przez przedsionek, zbudowane z potężnego muru o grubości 4,5 m zostało ukończone na początku XIV w. Mieści się w nim, unikalna w skali europejskiej, sala sądowa. Pierwsze piętro wieży jest dekorowane ostrołukowymi blendami, drugie natomiast ma okna pomyślane jako otwory akustyczne dla trzech dzwonów kościelnych, z których najstarszy (Betglocke) pochodzi z 1418, młodszy (Wächter-Glocke) z 1569 (w 1981 odlany ponownie) i najmniejszy z 1614.
Całość trzonu wieży jest przykryta dachem namiotowym, zbudowanym w 1780 w miejsce istniejącego wcześniej, szpiczastego hełmu, zniszczonego podczas wojny w 1678.
Wnętrze świątyni jest rozczłonkowane czterema parami filarów, podtrzymujących płaskie, wznoszące się na wysokość 21 m sklepienie krzyżowo-żebrowe, na którym prześledzić można poszczególne fazy budowy świątyni od strony wschodniej do zachodniej. Czerwone filary, służki oraz żebra sklepień kontrastują z pomalowanymi na biało ścianami oraz przestrzeniami międzyżebrowymi samych sklepień.
Podczas okupacji francuskiej z 1807 kościół utracił większą część swojego wyposażenia. W trakcie renowacji z lat 1977-1984 przywrócono średniowieczne malowidła. Najcenniejszym elementem wyposażenia jest ambona z 1587, dzieło stolarza mebli artystycznych Mekelenborga z Rostocku. Jest ona bogato dekorowana bogatymi, drewnianymi intarsjami, przedstawiającymi postacie ludzkie i krajobrazy oraz, m.in. podobiznę Marcina Lutra.
Późnogotycki, drewniany ołtarz, pochodzący przypuszczalnie z początku XVI w., dzieło nieznanego artysty ze Szwabii, przedstawia złożenie Jezusa do grobu. Wewnątrz świątyni znajdują się ponadto liczne grobowce, w tym płyta pamiątkowa burmistrza i założyciela uniwersytetu w Greifswaldzie Heinricha Rubenowa z 1462. Obok przedstawiającej go rzeźby figuralnej znajduje się inskrypcja informująca o jego tragicznej śmierci.
Kościół Mariacki był przypuszczalnie na początku XV w. wyposażony w organy. Obecnie znajdujący się w nim instrument pochodzi z 1866 i jest dziełem organmistrza Friedricha Alberta Mehmela ze Stralsundu; są to jego największe, zachowane do naszych czasów organy. Są one dokładnie dopasowane do pomieszczenia na chórze i odznaczają się soczystym dźwiękiem.
W 1985 artysta malarz Helmut Maletzke namalował obraz pamiątkowy, poświęcony ofiarom drugiej wojny światowej. Obraz ten znajduje się w sali przyziemia wieży. Nazwiska poległych w czasie obydwu wojen zapisane są w specjalnych księgach wyłożonych w tzw. kaplicy pasyjnej, urządzonej w południowej części przyziemia wieży. Malowidła na ścianie kaplicy, wykonane technika al secco są datowane na 1411 i przedstawiają 4 sceny z męki Pańskiej: modlitwę w Ogrójcu, ubiczowanie, drogę krzyżową i ukrzyżowanie.